# أرادن
أرادن (بالكردية: ئه‌رادن‏)(بالسريانية: ܐܪܕܢ)‏ هي قرية في محافظة دهوك في إقليم كردستان العراق. تقع في وادي سبنا في منطقة العمادية.
أو جنة عدن نسبة إلى جنة عدن التي كان يعيش فيها ادم وحواء.[بحاجة لمصدر أفضل] يبلغ عدد سكانها 200+ نسمة. يبلغ ارتفاع المدينة عن سطح البحر قرابة 1723 متر. تبلغ مساحتها 18 كم². تقع على خط عرض 37.1056222 وخط طول 43.3185222. أرادن قرية كلدانية، كلمة ارادن مشتقة من جنة عدن دلالة على جمالها وزهوها بخضارها ومياهها وهوائها وخصوبة تربتها.

## الموقع
تقع ارادن في شمال العراق وتبعد عن محافظة نينوى حوالي 150 كيلومتر وعن مدينة دهوك باكثر من 50 كيلومتر. وهي تابعة إداريا إلى قضاء العمادية ضمن محافظة دهوك والتي تبعد عن قرية ارادن بحوالي 35 كيلومتر. وهي تقع في أكبر وادي مشهور في المنطقة الا هو وادي صبنا والمحصور ما بين جبلي متينة من الشمال وكارة من الجنوب. وتحدها من الشمال هذه السلسلة من الجبال أي متينة ومن الجنوب سهل واسع وكبير يربط القرية بناحية سرسنك وقرية بادرش. اما من الشرق فتحدها قرية ومصيف اينشكي ومن الغرب قرية بامرني ومطارها الشهير..

## الزراعة والري
تشتهر ارادن ببساتينها وحقولها ومروجها الدائمة الخضرة ومياهها العذبة التي تنبع من عدة ينابيع وعيون مائية متميزة بنقائها وصفائها وخلوها من الشوائب. وتشكل هذه النسب من المياه بالإضافة إلى الزراعة العصب أو الشريان الرئيسي للحياة في هذه القرية ومن أهم المحاصيل الزراعية التي تشتهر بها ارادن هي التفاح والتين والرمان والتوت والعنب بكافة اشكاله وأنواعه والإجاص والخوخ والمشمش والعرموط والكمثرى والسفرجل والدراق والزعرور إضافة إلى اشجار الجوز واللوز والبلوط وتكثر فيها اشجار الصنوبر الدائمة الخضرة صيفا وشتاء. وتزرع في القرية أنواع عدة من الخضروات من أهمها. الطماطة والخيار والباذنجان والقثاء والشلغم والفجل والفاصولية والباقلاء واللهانة والبامية والبصل والثوم والنعناع والقرع والزعتر والكمون واليانسون والكرات والبطاطا والخس والسلق والجوز وكافة أنواع الخضروات الصيفية والشتوية. وتشتهر ارادن كذلك بالزهور والورود مثل الجنبد والنرجس والريحان وزهور الياسمين والبنفسج والاقحوان وشقائق النعمان والخشخاش واللبلاب وزهور عباد الشمس والقرنفل وغيرها

## الثروة الحيوانية
إلى جانب الزراعة يهتم أهالي ارادن بالثروة الحيوانية. حيث يقوم سكان القرية بتربية الماشية مثل الأغنام والماعز والأبقار وذلك للاستفادة من لحومها والبانها وجلودها إلى جانب تربية الدواجن مثل الدجاج والديك الرومي مع قلة تقوم بتربية النحل لاستخراج العسل الطبيعي

## المناخ
يتميز مناخ قرية ارادن بالبرودة في فصل الشتاء يصاحبها انخفاض في درجات الحرارة إلى درجة الصفر المئوي وغالبا ما تنخفض إلى ما تحت الصفر مع تساقط للثلوج وبنسب مختلفة في أغلب اوقات الشتاء حتى لتبدو القرية كانها قطعة من البلور الناصع. وفي الربيع تتفتح الازهار وتخضر السهول والوديان وتكثر الفراشات الملونة والنحل وتلقح الازهار وتجري مناسيب المياه بمعدلاتها الطبيعية وتظهر القرية بحليها الجديد ومناظرها الخلابة وكان يد الخالق العظيم تريد ان توحي لساكني القرية بانهم امام أجمل لوحة طبيعية في العالم وهي فعلا جنة عدن. وفي الصيف ترتفع درجات الحرارة نسبيا وتنشط الحركة السياحية حيث المطاعم والكازينوهات السياحية التي تتخللها جداول أو افرع المياه التي تنبع من العيون وتحت ظلال اشجار الجوز الضخمة والعملاقة حيث يجد السائح الراحة والاستجمام هذا بالإضافة إلى الفندق السياحي المشيد حديثا في القرية. اما في فصل الخريف فتسقط الأمطار وتهب الرياح الموسمية والتي لم تشكل أي خطر يذكر.

## المعالم الأثرية
من أهم المعالم الأثرية في قرية ارادن هي كنيسة القديسة الشهيدة سلطانة ماهدوخت العجائبية والتي شيدت في القرن الرابع الميلادي وتقع على سفح أكبر تل بارز في سهل صبنا وهو تل روما ܪܘܡܐ والمتميزة بكثرة الاعجوبات التي قامت بها هذه القديسة واهل القرية ينقلون قصص الاعاجيب من الاباء إلى الأبناء والاحفاد وهكذا. وسكان المنطقة والقرى المجاورة يؤمنون بهذه القديسة ويقيمون لها تذكار (شيرا) ܫܝܪܐ في الخامس عشر من مايو من كل عام حيث يقيم القداس الكبير وبعد الانتهاء من القداس تقدم الاضاحي والقرابين من الأغنام والمواشي وتتوزع على الفقراء والمحتاجين ويعتبرها سكان ارادن الشفيعة القوية لقريتهم. كذلك توجد كنيسة القديسة نشموني وهي كنيسة موغلة في القدم أيضا وهناك القلاية ܩܠܝܐܖܐ أو المغارة الصغيرة والتي وحسب الرواية فان القديسة سلطانة مهادوخت قد التجات إليها عندما امنت برب المجد هربا من بطش أبيها الملك لها هي واخويها الاثنان.

## وصلات خارجية
- الموقع الإلكتروني